# Arquebisbat de Trani-Barletta-Bisceglie

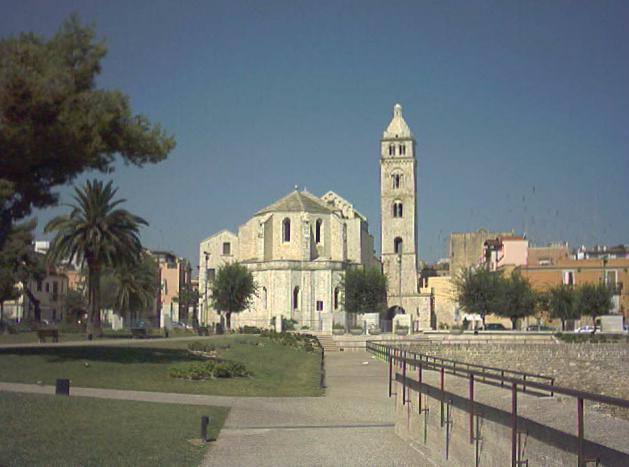
La cocatedral de Barletta

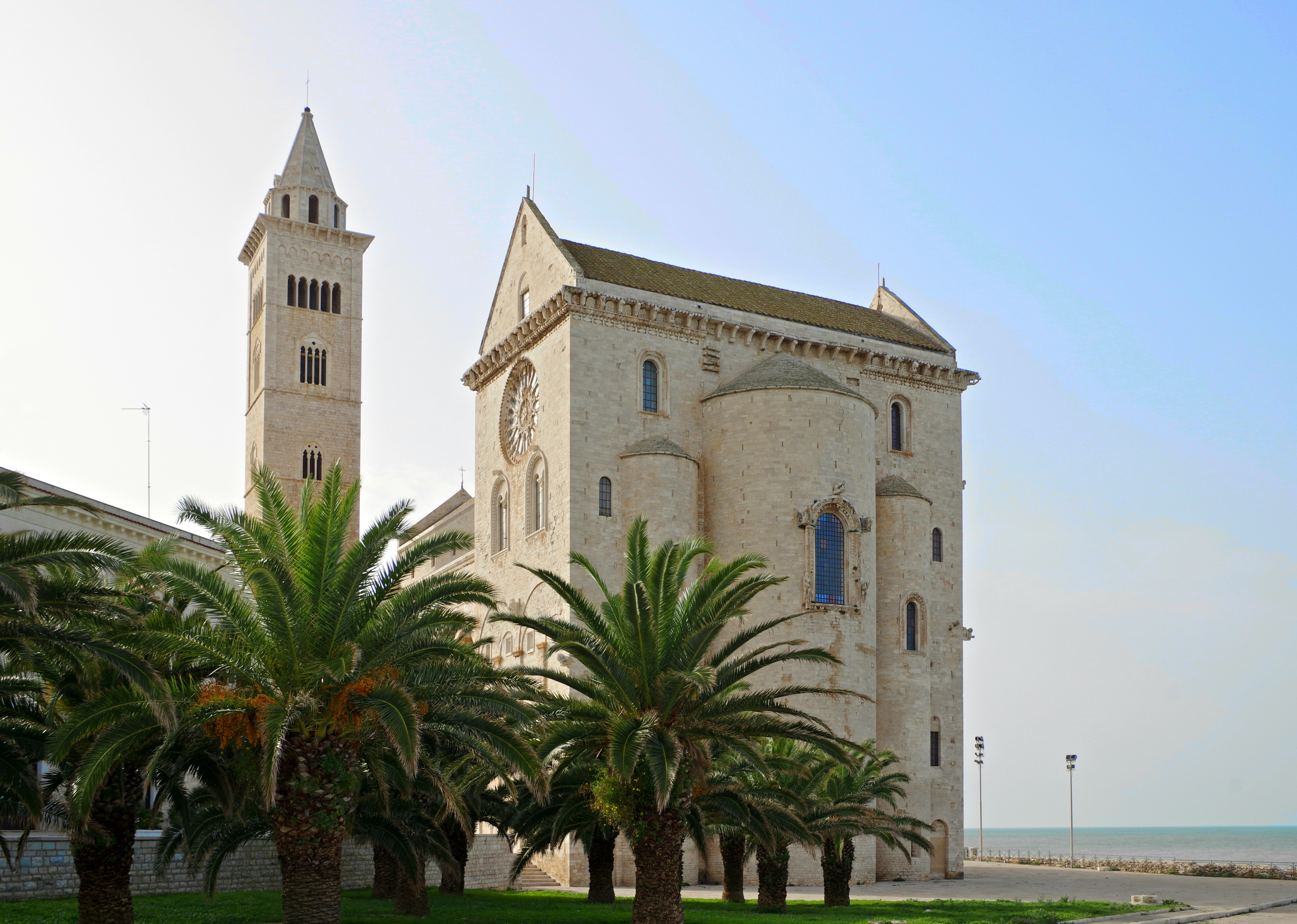
Vista de la catedral de Trani

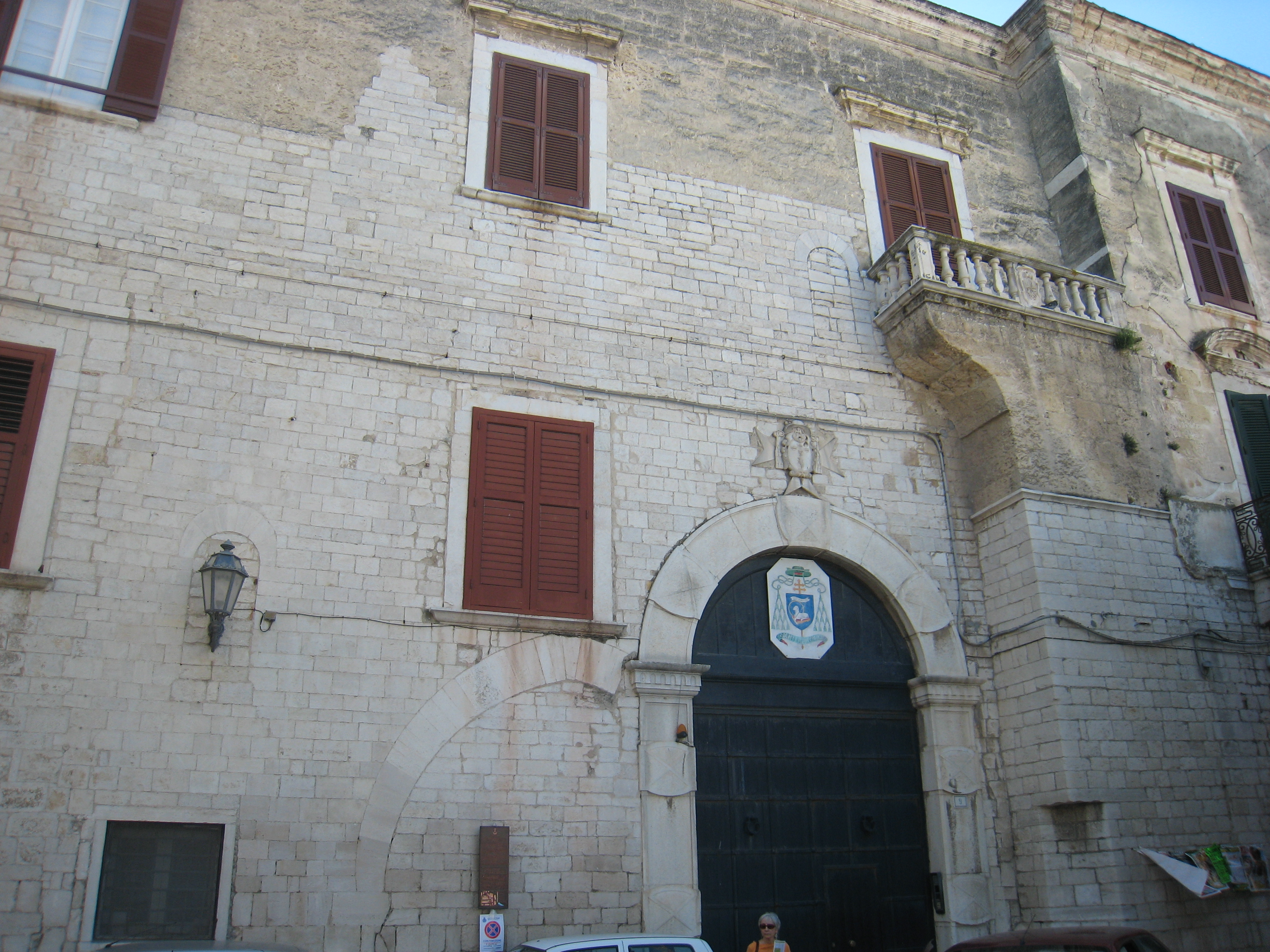
El palau arxiepiscopal de Trani

L'arquebisbat de Trani-Barletta-Bisceglie (italià: arcidiocesi di Trani-Barletta-Bisceglie; llatí: Archidioecesis Tranensis-Barolensis-Vigiliensis (-Nazarensis)) és una seu de l'Església catòlica, sufragània de l'arquebisbat de Bari-Bitonto, que pertany a la regió eclesiàstica Pulla. El 2010 tenia 279.680 batejats d'un total 292.200 habitants. Actualment està regida per l'arquebisbe Giovanni Battista Pichierri.

## Territori
L'arxidiòcesi comprèn 7 ciutats: a més de les 3 ciutats titulars de Trani, Barletta i Bisceglie, també hi ha les vil·les de Corato, Margherita di Savoia, San Ferdinando di Puglia i Trinitapoli.
La seu arquebisbal és la ciutat de Trani, on es troba la catedral de San Nicola Pellegrino. A Barletta i a Bisceglie sorgeixen les cocatedrals de la diòcesi, dedicades a Santa Maria Maggiore i a Sant Pere Apòstol.
El territori està format per 66 parròquies, agrupades en 5 zones pastorals:
1. zona pastoral "San Nicola, il pellegrino", a Trani.
2. zona pastoral "San Ruggiero", a Barletta.
3. zona pastoral "Santi Mauro-Sergio-Pantaleo" a Bisceglie.
4. zona pastoral "San Cataldo", a Corato.
5. zona pastoral "SS. Salvatore-Madonna di Loreto- San Ferdinando Re" a Margherita di Savoia, Trinitapoli, San Ferdinando di Puglia.

## Història

### Bisceglie
Segons la tradició, l'apòstol Pere anuncià l'Evangeli a Bisceglie, consagrant el seu primer bisbe, Sant Mauro. Les llistes episcopals esmenten a continuació el bisbe Sergio (o Giorgio), que va ser un dels pares conciliars en el Concili de Nicea del 787: però, aquest bisbe va ser confós amb el bisbe homònim de Bargilia a l'Àsia Menor.
El primer bisbe històricament testificat és Mercuri al segle xi. Durant l'episcopat d'Amando van ser trobats les restes de Sant Mauro, que va ser considerat com el primer bisbe de la diòcesi. En 1222 la ciutat va donar la benvinguda a Francesc d'Assís, qui va fundar un monestir. En 1295 el bisbe Leone va consagrar la catedral.
El 27 de juny de 1818, amb la butlla De utiliori del Papa Pius VII, la diòcesi de Bisceglie va ser donat a l'administració perpètua als arquebisbes de Trani.

### Barletta
vegeu també: "Arquebisbat de Natzaret"
La fe en Barletta té orígens antics, amb certesa històrica. Les excavacions en el marc de l'actual catedral de Barletta, han desenterrat una basílica paleocristiana bastant àmplia i amb mosaic, que porta el monograma del bisbe Sabino de Canosa. Això subratlla la pertinença de Barolum des de temps antics a l'antiga diòcesis de Canosa.
Des del segle xi Barletta està al territori dels bisbes de Trani. Però des del segle xii a Barletta existeixen dependències de l'arquebisbe metropolità de Natzaret de Galilea, que a partir d'aquest moment, en diverses ocasions es va refugiar a Barletta. En 1327 Barletta va esdevenir la seu permanent de l'arquebisbe de Natzaret, en no poder residir a Palestina. L'arquebisbe de fet tenia jurisdicció sobre la ciutat de Barletta i moltes esglésies disperses en tot el territori de la Pulla i més enllà.
En 1455 l'arquebisbe de Natzaret es va unir a la diòcesi de Cannas i en 1536 a la diòcesi de Monteverde. En aquest període l'arquebisbe reconstruí la catedral i els murs de Barletta.
El 27 de juny de 1818 amb la butlla De utiliori el Papa Pius VII va suprimir l'arxidiòcesi de Natzaret i la diòcesi de Cannas, i s'agregà el territori a l'arxidiòcesi de Trani. La Diòcesi de Monteverde però, igualment suprimida, es va unir a l'diòcesi de Sant'Angelo dei Lombardi.
En 1821 el Cabild Metropolità de Natzaret es va fusionar amb el Capítol Col·legiat de l'església mare de Barletta, que va ser nomenada metropolitana. Al setembre de 1828 amb la butlla Multis quidem del Papa Lleó XII va concedir el títol de Natzaret als arquebisbes de Trani.
El 21 d'abril de 1860 amb la butlla Imperscrutabili Dei del Papa Pius IX, es va erigir la diòcesi de Barletta i unida aeque principaliter a la de Trani. Això significava que els arquebisbes de Trani i de Barletta eren una sola persona, però assegurava plena autonomia a l'arxidiòcesi, que gaudia dels mateixos privilegis i drets. L'arquebisbe de Barletta i Trani va continuar sent el titular de Natzaret.

### Trani
La diòcesi de Trani va ser erigida en els temps antics. Segons la tradició els dos primers bisbes de Trani van ser els màrtirs sant Redento i sant Magno, que van viure a mitjans del segle iii. La primera evidència segura, però es remunta al segle vi.
A la segona meitat del segle xi la diòcesi de Trani va ser elevat al rang d'arxidiòcesi metropolitana, que tenia com sufragànies les diòcesis d'Andria i de Bisceglie. Encara amb Rodostamo els prelats de Trani tenien el títol d'arquebisbe ad personam. Durant aquest temps, la seu va ser sotmès a patriarques romans d'Orient, fins a la meitat del segle xi.
En el segle xv, el Papa Martí V va unir la diòcesi de Salpi, construïda en el segle v, a l'arxidiòcesi de Trani. El mateix Papa el 1424 va ordenar la unió de la diòcesi de Canne, fins llavors sufragánea de l'arxidiòcesi de Bari, a l'arxidiòcesi de Trani, però la mesura no va tenir efecte, i en 1449 la diòcesi de Canne va ser unida a l'arxidiòcesi de Natzaret .
En 1523 la seu de Salpi va ser separada de Trani, però finalment va ser suprimida en 1547, i el territori va ser agregat a l'arxidiòcesi de Trani.
Del 1818 al 1860 els arquebisbes de Trani van ser respectivament nomenats administradors apostòlics a perpetuïtat de Bisceglie i arquebisbes de Barletta.

### Trani-Barletta-Bisceglie
El 20 d'octubre de 1980 en virtut de la butlla Qui Beatissimo Petro del Papa Joan Pau II Trani va deixar de ser una seu metropolitana i va esdevenir sufragània de l'arxidiòcesi de Bari. Els bisbes de Trani i Barletta això van continuar mantenint la dignitat d'arquebisbe.
El 30 de setembre de 1986, en virtut del Decret Instantibus votis de la Congregació per als Bisbes, les tres seus de Trani, Barletta i Bisceglie es van unir amb la fórmula de plena unione i la nova circumscripció eclesiàstica va prendre el seu nom actual. Els arquebisbes encara tenen avui el títol d'arquebisbe de Natzaret.

## Cronologia episcopal

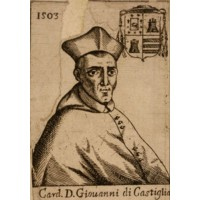
Juan Castellar y de Borja, arquebisbe de Trani (1493 - 1503)

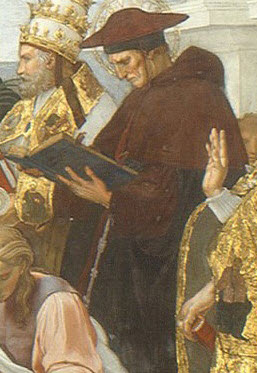
Marco Vigerio della Rovere, O.F.M.Conv., arquebisbe de Trani (1506 - 1517)

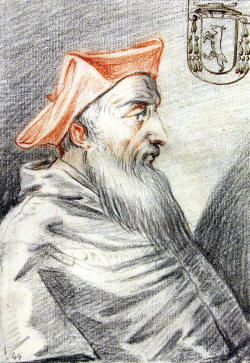
Giovanni Domenico De Cupis, administrador apostòlic de Trani (1517 - 1551)

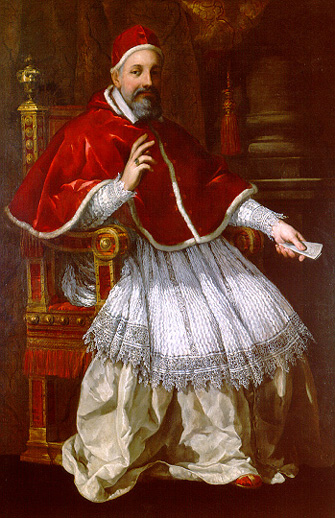
Papa Urbà VIII, nat Maffeo Vincenzo Barberini, arquebisbe de la seu de Nazareth amb residència a Barletta (1604 - 1608)

### Seu de Trani
- San Redento † (? - 249 mort)
- San Magno † (? - 19 d'agost de 251 mort)
- Eutizio o Eutichio † (inicis de 493 - finals de 504)
- Sutinio † (citat el 761)
- Leone ? † (citat el 787)[1]
- Leopardo † (citat el 827)
- Oderisio † (citat el 834)
- Angelario † (citat el 845)
- Giovanni I † (952/953 - finals de 980)
- Rodostamo † (citat el 983)
- Crisostomo † (citat el 999)
- Giovanni II † (inicis de 1053 - 1059 deposat)
- Delio † (1059 - 1063)
- Bisanzio I † (15 de maig de 1063 - finals de 1099)
- Bertrando I † (inicis de 1101 - finals de 1108)
- Bisanzio II † (citat el 1120)
- Verterando (?) † (citat el 1129)
- Ubaldo † (inicis de 1130 - finals de 1138)
- Pellegrino † (citat el 1141)
- Bisanzio III † (vers 1142 - finals de 1150)
- Bertrando II † (inicis de 1157 - finals de 1187)
- Sanmaro o Samaro † (inicis de 1192 - finals de 1201)
  - G. (Gregorio), O.S.B. † (1202) (bisbe electe)
- Bartolomeo † (1203 - finals de 1225)
- Giacomo O.P. † (inicis de 1227 - finals de 1260)
- Nicola † (28 de maig de 1267 - finals de 1271)
  - Ottobono o Opizio † (1 d'abril de 1280 - 4 de juny de 1288 nomenat arquebisbe de Gènova) (administrador apostòlic)
- Filippo † (5 de novembre de 1288 - finals de 1295 mort)
- Giovani d'Anagni, O.F.M.Obs. † (17 de juny de 1297 - 1299 mort)
- Oddone Arcioni † (6 de novembre de 1299 - 1314 mort)
- Bartolomeo † (8 de juliol de 1317 - 11 de gener de 1328 nomenat arquebisbe de Manfredonia)
- Bartolomeo Brancacci † (23 de desembre de 1327 - 14 de novembre de 1341 mort)
- Andrea di Veroli † (4 de març de 1342 - 1342 mort)
- Guglielmo de Rosières, O.S.B. † (4 d'abril de 1343 - 28 de febrer de 1344 nomenat arquebisbe de Bríndisi)
- Filippo, O.P. † (26 de març de 1344 - 1348 mort)
- Maugerio, O.P. † (5 de novembre de 1348 - 1352 mort)
- Giacomo Tura Scottini, O.P. † (5 de novembre de 1352 - 1378 nomenat antibisbe de Luni)
  - Matteo Spina † (26 de gener de 1379 - 28 de maig de 1384 nomenat antiarquebisbe de Tàrent) (antibisbe)
  - Guglielmo † (citat el 1390) (antibisbe)
- Antonio de Lamberto † (vers 1379 - 24 de gener de 1383 mort)
- Enrico Minutolo † (1383 - de setembre de 1389 nomenat arquebisbe de Nàpols)
- Riccardo Silvestri † (24 de desembre de 1390 - 1393 mort)
- Giacomo Cubello † (7 de novembre de 1393 - 1418 mort)
- Francesco Carosio † (26 de gener de 1418 - 27 d'abril de 1427 mort)
- Giacomo Barrili † (16 de juny de 1427 - 1438 mort)
- Latino Orsini † (8 de juny de 1439 - 23 de desembre de 1450 nomenat arquebisbe, a títol personal, d'Urbino)
- Giovanni Orsini † (23 de desembre de 1450 - 1478 mort)
- Cosma Migliorati Orsini, O.S.B. † (1 d'abril de 1478 - 21 de novembre de 1481 mort)
- Giovanni Attaldo † (17 de desembre de 1481 - 1493 mort)
- Juan Castellar y de Borja † (23 d'agost de 1493 - 9 d'agost de 1503 nomenat arquebisbe de Monreale)
- Francisco Lloris y de Borja † (9 d'agost de 1503 - 22 de juliol de 1506 mort)
- Marco Vigerio della Rovere, O.F.M.Conv. † (1506 - 30 de juliol de 1517 renuncià)
  - Giovanni Domenico De Cupis † (30 de juliol de 1517 - 3 de juliol de 1551 renuncià) (administrador apostòlic)
- Bartolomeo Serristori † (3 de juliol de 1551 - 1555 mort)
- Gianbernardino Scotti, C.R. † (20 de desembre de 1555 - 9 d'agost de 1559 nomenat arquebisbe, a títol personal, de Piacenza)
- Juan Bautista Ojeda † (26 de gener de 1560 - 27 d'agost de 1571 nomenat arquebisbe, a títol personal, d'Agrigent)
- Angelo Oraboni, O.F.M.Obs. † (17 de març de 1572 - 10 de maig de 1575 mort)
- Scipione da Tolfa † (10 de desembre de 1576 - 15 de novembre de 1592 renuncià)
- Giulio Caracciolo † (31 de març de 1593 - 1 de gener de 1597 nomenat arquebisbe, a títol personal, de Cassano)
- Andra De Franchis † (4 d'agost de 1598 - 1603 mort)
- Juan de Rada, O.F.M.Obs. † (17 d'agost de 1605 - 16 de gener de 1606 nomenat arquebisbe, a títol personal, de Patti)
- Diego Álvarez, O.P. † (19 de març de 1607 - de desembre de 1634 mort)
- Tommaso Anchora (o Ariconi), C.R. † (8 de gener de 1635 - 1655 mort)
- Tommaso de Sarria, O.P. † (16 d'octubre de 1656 - 13 d'abril de 1665 nomenat arquebisbe de Tàrent)
- Giovanni Battista del Tinto, O.Carm. † (15 de febrer de 1666 - 19 d'octubre de 1676 nomenat arquebisbe, a títol personal, de Cassano)
- Paolo Ximenes † (14 de març de 1678 - 21 de desembre de 1693 mort)
- Pietro de Torres † (24 de gener de 1695 - d'octubre de 1709 mort)
  - Sede vacante (1709-1717)
- Giuseppe Antonio Davanzati † (22 de novembre de 1717 - 16 de febrer de 1755 mort)
- Domenico Andrea Cavalcanti, C.R. † (12 de maig de 1755 - 3 de febrer de 1769 mort)
- Gaetano Maria Capece, C.R. † (18 de desembre de 1769 - 27 de febrer de 1792 nomenat arquebisbe, a títol personal, de Pozzuoli)
- Luigi Trasmondi, O.S.B.Cel. † (18 de juny de 1792 - 1804 mort)
- Luigi Pirelli, C.R. † (29 d'octubre de 1804 - 15 de juliol de 1820 mort)
- Gaetano Franci, C.R.M. † (19 d'abril de 1822 - 26 de juny de 1847 mort)
- Giuseppe de' Bianchi Dottula † (22 de desembre de 1848 - 21 d'abril de 1860 nomenat arquebisbe de Trani i Barletta)

### Seus unides de Trani i Barletta
- Giuseppe de' Bianchi Dottula † (21 d'abril de 1860 - 22 de setembre de 1892 mort)
- Domenico Marinangeli † (16 de gener de 1893 - 5 de febrer de 1898 nomenat Patriarca titular d'Alessandria)
- Tommaso de Stefano † (24 de març de 1898 - 19 de maig de 1906 mort)
- Francesco Paolo Carrano † (1 de setembre de 1906 - 18 de març de 1915 mort)
- Giovanni Régine † (6 de desembre de 1915 - 4 d'octubre de 1918 mort)
- Giuseppe Maria Leo † (17 de gener de 1920 - 20 de gener de 1939 mort)
- Francesco Petronelli † (25 de maig de 1939 - 16 de juny de 1947 mort)
- Reginaldo Giuseppe Maria Addazi † (10 de novembre de 1947 - 3 de juliol de 1971 renuncià)
- Giuseppe Carata † (28 d'agost de 1971 - 30 de setembre de 1986 nomenat arquebisbe de Trani-Barletta-Bisceglie)

### Seu de Nazareth amb residència a Barletta
- Ivo, O.P. † (1327 - 26 de febrer de 1330)
- Pietro di Nàpols, O.P. † (15 de març de 1330 - 1345 mort)
- Durando, O.Carm. † (10 de maig de 1345 - 1348 mort)
- Riccardo, O.F.M. † (8 de desembre de 1348 - 1366 mort)
- Guglielmo Belvaysius, O.P. † (28 de gener de 1366 - 8 d'agost de 1369 nomenat arquebisbe de Torres)
- Giovanni Salomoni, O.P. † (29 d'octubre de 1369 - 1380 mort)
- Giordano Estublans, O.P. † (4 de febrer de 1381 - ?)
- Giovanni Alessio † (15 de febrer de 1390 - 1400 nomenat bisbe d'Egina)
- Paolo di Arezzo, O.F.M. † (24 de febrer de 1400 - 1431 mort)
- Agostino Favaroni, O.E.S.A. † (13 de juny de 1431 - 1443 mort)
- Marino Orsini † (1445 - ?)
- Giacomo de Aurilia, O.F.M. † (11 de juliol de 1455 - 1483 mort)
- Giovanni de Barthon, † (10 de març de 1483 - 1491 mort)
- Giovanni Maria Poderico † (11 d'abril de 1491 - 24 d'abril de 1510 nomenat arquebisbe de Tàrent)
- Orlando Carretto Della Rovere † (24 d'abril de 1510 - 12 d'agost de 1512 nomenat arquebisbe d'Avinyó)
- Gregorio (Giorgio) Benigno Salviati, O.F.M. † (vers de març de 1513 - 1520 mort)
- Leonardo Baccuto † (1520 - 11 de setembre de 1525 mort)
- Pietro De Albis † (1525 - 19 de març de 1526 mort)
  - Ercole Rangone † (1526 - 1526) (administrador apostòlic)
- Pietro Francesco Ferro † (20 d'abril de 1526 - de desembre de 1526 mort)
- Giovanni Francesco Cina † (13 de gener de 1527 - de juliol de 1527 mort)
- Filippo Adimari † (7 d'agost de 1528 - de novembre de 1536 mort)
- Girolamo De Caro † (de novembre de 1536 - 16 de febrer de 1552 renuncià)
- Bernardino Figueroa † (1 de març de 1553 - 26 de novembre de 1571 nomenat bisbe de Bríndisi)
- Fabio Mirto Frangipani † (5 de novembre de 1572 - 17 de març de 1587 mort)
- Francesco Spera, O.F.M. † (11 de maig de 1587 - 28 d'octubre de 1587 mort)
- Girolamo Bevilacqua, O.F.M. † (2 de desembre de 1587 - 4 de setembre de 1604 mort)
- Maffeo Barberini † (20 d'octubre de 1604 - 27 d'octubre de 1608 nomenat bisbe de Spoleto, després elegio Papa amb el nom d'Urbà VIII)
- Michelangelo Tonti † (5 de novembre de 1608 - 11 de març de 1609 nomenat bisbe de Cesena)
- Domenico Rivarola † (30 de març de 1609 - 3 de gener de 1627 mort)
- Antonio Lombardi † (22 de març de 1627 - de juliol de 1636 mort)
- Antonio Severoli † (3 d'octubre de 1639 - 1666 mort)
- Francesco Antonio De Luca † (7 de febrer de 1667 - 1676 mort)
- Marziale Pellegrini, O.F.M.Conv. † (24 de maig de 1677 - 1685 mort)
- Filippo Condulmari † (14 de maig de 1685 - octubre de 1688 mort)
- Giuseppe Rosa † (11 de gener de 1690 - novembre de 1694 mort)
- Domenico Folgori † (7 de febrer de 1695 - agost de 1706 mort)
- Giulio Piazza † (13 de setembre de 1706 - 21 de juliol de 1710 nomenat bisbe de Faenza)
- Girolamo Mattei † (1 d'octubre de 1710 - 21 de novembre de 1712 nomenat arquebisbe de Fermo)
- Salvatore Miroballo † (20 de desembre de 1717 - 22 de març de 1726 renuncià)
  - Giovanni Crisostomo Bianchi, O.E.S.A. † (8 d'abril de 1726 - 15 d'abril de 1726 mort) (bisbe electe)
- Nicola Iorio † (3 de juny de 1726 - de novembre de 1744 mort)
- Antonio Marulli De Galiberti † (21 de juny de 1745 - de novembre de 1751 mort)
- Giusto De Marco, C.R. † (20 de desembre de 1751 - d'octubre de 1769 mort)
- Pasquale Maria Mastrillo, C.R. † (20 de novembre de 1769 - de novembre de 1783 mort)
- Giuseppe Mormile, C.R. † (26 de març de 1792 - 1801 mort)
  - Sede vacante (1800-1818)
  - Seu suprimida (1818-1828)
  - Seu unida a Trani (1828)

### Seu de Bisceglie
- Sergio † (citat el 787)
- Mercurio ? † (citat el 1059)
- Giovanni I † (citat el 1071)
- Dumnello † (citat el 1074)
- Mancusio †
- Stefano † (inicis de 1099 - finals de 1100)
- Amando † (inicis de 1153 - finals de 1179)
- Bisanzio † (inicis de 1197 - 1222 mort)
- Nicola † (citat el 1229)
- Berto † (citat el 1237)
- Gerolamo † (citat el 1285)
- Leone † (inicis de 1292 - finals de 1295)
- Matteo † (citat el 1298)
- Leone di Gaeta † (citat el 1303)
- Giovanni II † (citat el 1314)
- Giacomo † (citat el 1317)
- Nicola I † (citat el 1320)
- Bartolomeo Fiore, O.P. † (citat el 1327)
- Martino Sambiasi † (? - 1348 mort)
- Simone de Rayano † (5 de novembre de 1348 - finals de 1367 mort)
  - Nicola Ricci, O.F.M. † (19 de juliol de 1387 - 21 d'abril de 1421 nomenat bisbe de Veglia) (antibisbe)
- Domenico †
- Giovanni † (vers 1390 - 1390)
- Giacomo Federici, O.Carm. † (4 de gener de 1391 - finals de 18 de setembre de 1399)
- Francesco Falconi † (vers 1399 - ?)
- Nicola Falconi † (1413 - 1442 mort)
- Giacomo Pietro de Gravina † (23 de maig de 1442 - 1476 mort)
- Bernardino Barbiani † (9 d'agost de 1476 - 24 d'agost de 1487 nomenat bisbe de Bisaccia)
- Martino Madio da Tramonti † (24 d'agost de 1487 - 1507 renuncià)
- Antonio Lupicino † (19 de novembre de 1507 - 1524 renuncià)
- Geronimo Sifola † (11 de maig de 1524 - 1565 mort)
- Giovanni Andrea Signati † (22 d'agost de 1565 - 23 de setembre de 1575 nomenat bisbe de Bisignano)
- Leonardo Bonaccorsi † (23 de setembre de 1575 - 1576 mort)
- Giovanni Battista Soriani, O.Carm. † (22 d'agost de 1576 - 25 de juny de 1582 mort)
- Nicola Secadenari † (1583 - 30 de juliol de 1583 mort)
- Alessandro Cospi † (7 d'octubre de 1583 - 15 de maig de 1609 mort)
- Antonio Albergati † (3 d'agost de 1609 - 1627 renuncià)
- Nicola Bellolatto † (8 de març de 1627 - 15 de juliol de 1636 mort)
- Bernardino Scala † (12 de gener de 1637 - 18 de maig de 1643 nomenat bisbe de Montefeltro)
- Guglielmo Gaddi † (31 d'agost de 1643 - 7 de febrer de 1652 mort)
- Giuseppe Lomellini, O.S.B. † (26 d'agost de 1652 - 25 d'agost de 1657 mort)
- Cesare Cancellotti o Lancellotti † (1 d'abril de 1658 - 26 de juny de 1662 nomenat bisbe de Montalto)
- Giovanni Battista Penna, O.S.A. † (9 d'abril de 1663 - 2 de juliol de 1664 mort)
- Francesco Antonio Ricci, O.F.M.Obs. † (15 de setembre de 1664 - 28 d'abril de 1685 mort)
- Giuseppe Crispino † (10 de setembre de 1685 - 13 de novembre de 1690 nomenat bisbe d'Amelia)
- Pompeo Sarnelli † (24 de març de 1692 - 7 de juliol de 1724 mort)
- Antonio Pacicco, O.F.M. † (11 de setembre de 1724 - de març de 1739 mort)
- Francesco Antonio de Leonardis † (15 de juliol de 1739 - 30 d'abril de 1762 mort)
- Donato Antonio Giannelli † (22 de novembre de 1762 - 1783 mort)
  - Sede vacante (1783-1792)
- Salvatore Palica, O.S.B.Cel. † (26 de març de 1792 - 1800 mort)
  - Sede vacante (1800-1818)
  - Seu administrada pels arquebisbes de Trani (1818-1986)

### Seu de Trani-Barletta-Bisceglie
- Giuseppe Carata † (30 de setembre de 1986 - 15 de desembre de 1990 jubilat)
- Carmelo Cassati (15 de desembre de 1990 - 13 de novembre de 1999 jubilat)
- Giovanni Battista Pichierri, dal 13 de novembre de 1999

## Estadístiques
A finals del 2010, la diòcesi tenia 279.680 batejats sobre una població de 292.200 persones, equivalent 95,7% del total.
| any  | població | població | població | sacerdots | sacerdots       | sacerdots       | sacerdots             | diaques | religiosos | religiosos | parroquies |
| ---- | -------- | -------- | -------- | --------- | --------------- | --------------- | --------------------- | ------- | ---------- | ---------- | ---------- |
| any  | batejats | total    | %        | total     | clergat secular | clergat regular | batejats por sacerdot | diaques | homes      | dones      |            |
| 1950 | 254.000  | 254.629  | 99,8     | 172       | 125             | 47              | 1.476                 |         | 30         | 510        | 35         |
| 1970 | 243.080  | 243.465  | 99,8     | 168       | 102             | 66              | 1.446                 |         | 81         | 610        | 48         |
| 1980 | 247.305  | 249.841  | 99,0     | 159       | 104             | 55              | 1.555                 |         | 65         | 446        | 55         |
| 1990 | 264.000  | 269.542  | 97,9     | 139       | 89              | 50              | 1.899                 |         | 54         | 438        | 56         |
| 1999 | 270.187  | 282.687  | 95,6     | 147       | 103             | 44              | 1.838                 | 6       | 51         | 346        | 58         |
| 2000 | 270.934  | 283.434  | 95,6     | 147       | 104             | 43              | 1.843                 | 16      | 49         | 340        | 58         |
| 2001 | 272.226  | 284.726  | 95,6     | 149       | 109             | 40              | 1.827                 | 16      | 43         | 335        | 58         |
| 2002 | 272.914  | 285.414  | 95,6     | 144       | 106             | 38              | 1.895                 | 16      | 40         | 323        | 60         |
| 2003 | 274.260  | 286.760  | 95,6     | 144       | 107             | 37              | 1.904                 | 16      | 39         | 314        | 60         |
| 2004 | 274.060  | 286.560  | 95,6     | 138       | 104             | 34              | 1.985                 | 16      | 36         | 302        | 61         |
| 2010 | 279.680  | 292.200  | 95,7     | 144       | 109             | 35              | 2.029                 | 25      | 39         | 265        | 66         |

### Per Trani
- Cronologia dels arquebisbes de TraniArxivat 2016-03-03 a Wayback Machine., extret de F. Spaccucci - G. Curci, Storia dell'arcidiocesi di Trani, Nàpols 1991, pp. 127–152 (italià)
- Gaetano Moroni, Dizionario di erudizione storico-ecclesiastica da S. Pietro sino ai nostri giorni, vol. LXXXIX, Venècia 1856, pp. 80–91 (italià)
- Vincenzio d'Avino, Cenni storici sulle chiese arcivescovili, vescovili e prelatizie (nullius) del Regno delle Due Sicilie, Nàpols 1848, pp. 672–676 (italià)
- Giuseppe Gabrieli, Bibliografia di Puglia, parte II, pp. 195–196 (italià)
- Pius Bonifacius Gams, Series episcoporum Ecclesiae Catholicae, Leipzig 1931, pp. 933–934 (llatí)
- Konrad Eubel, Hierarchia Catholica Medii Aevi, vol. 1 Arxivat 2019-07-09 a Wayback Machine., pp. 491–492; vol. 2 Arxivat 2018-10-04 a Wayback Machine., p. 254; vol. 3 Arxivat 2019-03-21 a Wayback Machine., pp. 316–317; vol. 4 Arxivat 2018-10-04 a Wayback Machine., p. 341; vol. 5, p. 385; vol. 6, p. 412 (llatí)

### Per Barletta
- Le chiese di Vaglio soggette a Nazareth (italià)
- Giuseppe Gabrieli, Bibliografia di Puglia, parte II, pp. 338–339 (italià)
- Vincenzio d'Avino, Cenni storici sulle chiese arcivescovili, vescovili e prelatizie (nullius) del Regno delle Due Sicilie, Nàpols 1848, pp. 451–456 (italià)
- Butlla Multis quidem, a Collezione degli atti emanati dopo la pubblicazione del Concordato dell'anno 1818, parte V, Nàpols 1832, pp. 12–14 (llatí)(italià)

### Per Bisceglie
- Anuari pontifici del 20051 i anteriors, publicat a www.catholic-hierarchy.org a la pàgina Diocese of Bisceglie (anglès)
- Vincenzio d'Avino, Cenni storici sulle chiese arcivescovili, vescovili e prelatizie (nullius) del Regno delle Due Sicilie, Nàpols 1848, pp. 61–65 (italià)
- Giuseppe Gabrieli, Bibliografia di Puglia, parte II, p. 339 (italià)
- Pius Bonifacius Gams, Series episcoporum Ecclesiae Catholicae, Leipzig 1931, pp. 857–858 (llatí)
- Konrad Eubel, Hierarchia Catholica Medii Aevi, vol. 1 Arxivat 2019-07-09 a Wayback Machine., p. 527; vol. 2 Arxivat 2018-10-04 a Wayback Machine., p. 268; vol. 3 Arxivat 2019-03-21 a Wayback Machine., p. 334; vol. 4 Arxivat 2018-10-04 a Wayback Machine., pp. 368–369; vol. 5, p. 415; vol. 6, p. 442 (llatí)